# Искендеров, Зейналабдин Али оглы
Зейналабдин Али оглы Искендеров (азерб. Zeynalabdin Əli oğlu İsgəndərov; 1949, Баку — 27 октября 2021, Баку) — азербайджанский скульптор. Заслуженный художник Азербайджана (2006). Почётный профессор Римской академии художеств.

## Биография
Зейналабдин Искендеров родился в 1949 году в городе Баку. Предки Искендерова были родом из Шемахи. С самого детства Зейналабдина интересовало рисование. После окончания средней школы он поступил в Художественное училище имени Азима Азимзаде. После окончания же училища, Зейналабдин Искендеров продолжил обучение в Московском художественном институте имени В. И. Сурикова.

«Смерть». 2001. Бакинский музей современного искусства

Во время обучения в этом институте Искендерова в свою мастерскую пригласил президент Академии художеств СССР Николай Томский. Позднее совместное творчество Искендерова и Томского переросло в дружбу. Свою дипломную работу Зейналабдин Искендеров выбрал сам. Эта была композиция «У родника» в национальном колорите, которая была защищена на «отлично». Эта скульптура была также представлена на Всесоюзной выставке ВУЗов художественного направления. Благодаря этой работе Томский гарантировал Искендерову принятие в Академию художеств СССР.
После окончания института в 1977 году Зейналабдин Искендеров был направлен в Баку. Свою трудовую деятельность он начал преподаванием в Азербайджанском государственном институте искусства (ныне — Азербайджанский государственный университет культуры и искусств). Одновременно Искендеров создавал новые произведения, участвовал в выставках.
Зейналабдин Искендеров является автором надгробных памятников народных артистов Сары Гадимовой, Лейлы Бедирбейли, народных художников Микаила Абдуллаева, Камиля Алиева, Марала Рахманзаде и др. Известными работами Искендерова являются также такие скульптурные композиции, как «Саттар», «Намаз», «Ветер», «Мыслитель», «Музыкант» и др. Также Искендеров является автором мемориальных досок Камиля Алиева и Микаила Абдуллаева на фасаде домов в Баку, в которых эти художники жили.
В апреле-мае 2010 года было объявлено о международном симпозиуме по скульптуре в Риме. На симпозиуме принимало участие 130 скульпторов из разных стран. С 30 августа по 30 сентября Искендеров был в Риме и создавал произведения из различных материалов. В октябре стало известно, что Зейналабдин Искендеров удостоен премии симпозиума.
В сентябре 2015 года Зейналабдин Искендеров в соответствии с распоряжением президента Римской Академии Художеств Альфио Монжелли получил звание почётного профессора этой Академии.
Умер 27 октября 2021 года.

## Награды
- Орден «Труд» III степени (16 октября 2021 года) — за заслуги в развитии азербайджанской культуры[6]
- Заслуженный художник Азербайджана (29 декабря 2006 года) — за заслуги в развитии азербайджанского изобразительного искусства[7]